# Erika Vogelsang
Erika Vogelsang (* 1. März 1995) ist eine ehemalige niederländische Tennisspielerin.

## Karriere
Vogelsang, die mit sechs Jahren mit dem Tennisspielen begann, bestreitet hauptsächlich Turniere auf dem ITF Women’s Circuit, bei denen sie bislang acht Doppeltitel gewann.
Ihr erstes ITF-Turnier spielte sie im Juli 2012 in Viserba. Im Einzel stieg sie erst 2016 in die Weltrangliste ein. Größere Erfolge feierte sie mit wechselnden Partnerinnen dagegen im Doppel. Bei den Engie Open de Seine-et-Marne 2016 ging sie zusammen mit ihrer Partnerin Jessika Ponchet mit einer Wildcard an den Start; sie verloren jedoch bereits ihr Auftaktmatch mit 2:6 und 0:6 gegen Georgina García Pérez und Diāna Marcinkēviča.
Auf der WTA Tour erhielt Vogelsang 2016 eine Wildcard für die Qualifikation zu den Ricoh Open. Sie gewann ihr Auftaktmatch gegen Miyu Katō mit 3:6, 6:4 und 6:3, unterlag dann jedoch in der Qualifikationsrunde Risa Ozaki mit 3:6 und 0:6.
Vogelsang hat ihr letztes Profiturnier im Dezember 2018 bestritten und wird seit Anfang Dezember 2019 nicht mehr in den Weltranglisten geführt.

## Turniersiege

### Doppel
| Nr. | Datum             | Turnier        | Kategorie   | Belag             | Partnerin               | Finalgegnerinnen                             | Ergebnis         |
| --- | ----------------- | -------------- | ----------- | ----------------- | ----------------------- | -------------------------------------------- | ---------------- |
| 1.  | 27. März 2015     | Le Havre       | ITF $10.000 | Sand (Halle)      | Mandy Wagemaker         | Alice Matteucci Martina Trevisan             | 6:1, 1:6, [10:6] |
| 2.  | 27. Juni 2015     | Cantanhede     | ITF $10.000 | Teppich           | Kelly Versteeg          | Maria Martinez Martinez Olga Parres Azcoitia | 7:5, 6:2         |
| 3.  | 4. September 2015 | Duino-Aurisina | ITF $10.000 | Sand              | Camila Giangreco Campiz | Pia Brglez Sara Palcic                       | 6:2, 7:5         |
| 4.  | 7. November 2015  | Stellenbosch   | ITF $10.000 | Hartplatz         | Madrie Le Roux          | Valeria Bhunu Lesedi Jacobs                  | 7:66, 6:2        |
| 5.  | 14. November 2015 | Stellenbosch   | ITF $10.000 | Hartplatz         | Francesca Stephenson    | Ilze Hattingh Madrie Le Roux                 | 6:4, 6:4         |
| 6.  | 19. November 2016 | Stellenbosch   | ITF $10.000 | Hartplatz         | Margarita Lasarewa      | Eden D’Oliveira Laura Deigman                | 7:62, 6:1        |
| 7.  | 27. Januar 2017   | Almaty         | ITF $15.000 | Hartplatz (Halle) | Alina Silitsch          | Akari Inoue Mai Minokoshi                    | 6:3, 4:6, [10:6] |
| 8.  | 1. April 2017     | Óbidos         | ITF $15.000 | Teppich           | Anna Klasen             | Olivia Nicholls Laura Sainsbury              | 6:4, 6:1         |